# メイソン・グリーンウッド
メイソン・ウィル・ジョン・グリーンウッド（Mason Will John Greenwood, 2001年10月1日 - ）は、イングランド・ウェスト・ヨークシャー出身のサッカー選手。リーグ・アン・オリンピック・マルセイユ所属。元イングランド代表。ポジションはFW。

## 経歴

### クラブ
７歳からマンチェスター・ユナイテッドFCのアカデミーに所属し、2019年にトップチーム昇格した。2019年3月6日、チャンピオンズリーグのパリ・サンジェルマンFC戦でアシュリー・ヤングとの交代途中出場でプロデビューを果たした。17歳と156日でデビューを果たしたこととなった。
2019-20シーズン、9月19日、UEFAヨーロッパリーグ 2019-20のFCアスタナ戦でプロ初ゴールをマーク、このゴールはマンチェスター・ユナイテッドの歴史上、ヨーロッパのコンペティションでの最年少ゴール記録となった。11月25日のシェフィールド・ユナイテッド戦でプレミアリーグ初ゴールを決めた。7月4日のボーンマス戦ではリーグ戦において初の2ゴールを奪う活躍を見せた。7月22日のウェストハム・ユナイテッド戦でゴールを決め、10ゴールの大台に乗せ、プレミアリーグの歴史において18歳にして2桁ゴールを決めた3人目の選手となった。
2020-21シーズンより、背番号を26番から11番に変更することが決定した。2021年2月16日、マンチェスター・ユナイテッドと2年間の契約を延長したことを発表した。5月9日、アストン・ヴィラ戦ではウェイン・ルーニーを超えるクラブ最年少で通算16ゴールを決めた。
2021-22シーズン、8月29日のウルヴァーハンプトン戦では開幕から3試合連続ゴールを決めた。2022年1月29日、恋人でモデルのハリエット・ロブソンがInstagramのストーリーに暴行の証拠となる写真や音声を投稿。これにより、同日ロブソンへのレイプ・暴行容疑で逮捕された。1月30日に殺害脅迫の容疑で再逮捕された。これを受け、クラブから一切の試合出場、トレーニング参加を停止された。2月2日に釈放。この騒動を受け、彼とパートナーシップ契約を結んでいたナイキは契約を凍結。2月8日には契約の打ち切りを発表した。
2023年2月2日、グレーター・マンチェスター警察は刑事訴訟手続きが打ち切られたことを発表し、イギリス検察庁は有罪判決の現実的な見通しが立たなくなったとコメントした。8月21日、マンチェスター・ユナイテッド側が声明を発表し、グリーンウッドのユナイテッドでのキャリア続行が難しいとの見解を示した。
2023年9月1日、ヘタフェCFへの1年間のローン移籍が発表された。9月17日、CAオサスナ戦に途中出場し約20ヶ月ぶりに公式戦に出場した。9月27日、アスレティック・ビルバオ戦で移籍後初となる先発出場を果たすと、ガストン・アルバレスのゴールをアシストした。リーグ戦33試合に出場し、8ゴール6アシストを記録してシーズンを終えた。
2024年7月18日、オリンピック・マルセイユと5年契約を結んだ。8月17日、デビュー戦で2ゴール、2アシスト、PKを獲得し、スタッド・ブレスト29に5-1で勝利するのに貢献。9月1日、トゥールーズ戦では、わずか1分で2得点を挙げ、開幕戦から3試合で5ゴールに到達し、2016年にマリオ・バロテッリがニースで記録した記録に並んだ。
2024-25シーズンはリーグ戦34試合に出場し、21ゴール5アシストを記録した。同じく21ゴールを記録したウスマン・デンベレと得点ランク1位に並んだが、リーグ・アンのルールでは、同得点の場合はPKによる得点が少ない方の選手が得点王となるため、デンベレが得点王となった。PKでの得点はグリーンウッドが7、デンベレが1。

### 代表
イングランド代表として各年代でプレーした。2020年8月、UEFAネーションズリーグ、アイスランド、デンマーク戦を戦うメンバーとして、フル代表に初招集され、6日のアイスランド戦でフル代表デビューした。しかし、そのデビュー戦の後にフィル・フォーデンと共に女性をホテルに連れ込むというトラブルを起こし、規律違反を犯したとしてフォーデンと共に代表から追放された。

## 人物
- アイドル・ジュニアーズという地元のクラブでプレーしていた6歳の時、マンチェスター・ユナイテッドのスカウトが見に来た試合で10ゴールを決めたことを契機に、同クラブに入団した[30]。

- 足は両利きとされているが、本人は右足より左足でプレーする方が好きだと語っている。ただし、PKに関しては、U-13チーム時代のマンチェスター・シティFC戦で左足で蹴ったPKを失敗した以降は、右足で蹴っている[31]。

- 2020年8月の代表デビュー後のスキャンダルで代表を追放され謝罪したが[32]、数日後、今度は過去の笑気ガスを吸引する映像が流出し、再び謝罪することとなった[33]。

## 個人成績
2023年2月5日現在
| クラブ                       | シーズン | リーグ         | リーグ戦 | リーグ戦 | カップ戦 | カップ戦 | リーグ杯 | リーグ杯 | 国際大会 | 国際大会 | その他 | その他 | 合計 | 合計 |
| クラブ                       | シーズン | リーグ         | 出場     | 得点     | 出場     | 得点     | 出場     | 得点     | 出場     | 得点     | 出場   | 得点   | 出場 | 得点 |
| ---------------------------- | -------- | -------------- | -------- | -------- | -------- | -------- | -------- | -------- | -------- | -------- | ------ | ------ | ---- | ---- |
| マンチェスター・ユナイテッド | 2018-19  | プレミアリーグ | 3        | 0        | 0        | 0        | 0        | 0        | 1        | 0        | 0      | 0      | 4    | 0    |
| マンチェスター・ユナイテッド | 2019-20  | プレミアリーグ | 31       | 10       | 5        | 1        | 4        | 1        | 9        | 5        | 0      | 0      | 49   | 17   |
| マンチェスター・ユナイテッド | 2020-21  | プレミアリーグ | 31       | 7        | 4        | 2        | 3        | 1        | 14       | 2        | 0      | 0      | 52   | 12   |
| マンチェスター・ユナイテッド | 2021-22  | プレミアリーグ | 18       | 5        | 1        | 0        | 1        | 0        | 4        | 1        | 0      | 0      | 24   | 6    |
| マンチェスター・ユナイテッド | 2022-23  | プレミアリーグ | 0        | 0        | 0        | 0        | 0        | 0        | 0        | 0        | 0      | 0      | 0    | 0    |
| 総通算                       | 総通算   | 総通算         | 83       | 22       | 10       | 3        | 8        | 2        | 28       | 8        | 0      | 0      | 129  | 35   |

## 代表歴

### 出場大会
イングランド代表
- UEFAネーションズリーグ2020-21

### 試合数
- 国際Aマッチ 1試合 0得点（2020年）

| イングランド代表 | 国際Aマッチ | 国際Aマッチ |
| 年               | 出場        | 得点        |
| ---------------- | ----------- | ----------- |
| 2020             | 1           | 0           |
| 通算             | 1           | 0           |